# ゴキブリたちの黄昏
ゴキブリたちの黄昏（ゴキブリたちのたそがれ）は、1987年制作の日本のアニメ・実写映画である。吉田博昭脚本・監督。

## ストーリー
サイトウさんは広告会社に勤めるデザイナー。30歳を越えているがまだ独身で、女っ気はない。趣味はプラモデルづくりと料理で、特に料理に関しては異常に熱心だった。ところが後片付けにはまるで興味がなく、台所には食器があふれ、サイトウさん家はゴキブリたちにとって天国だった。
サイトウ家に棲みついているゴキブリは、情熱的な美少女ゴキブリのナオミ、その許婚者でシティボーイのイチロー、スポーツマンのタカシ、ひょうきんな評論家のヤスオ、ナオミの親友のパセリ、ゴキブリ神話に詳しいナオミの祖父、ゴキブリ国の有力者であるイチローの父、イチローの母、教授と呼ばれるゴキブリたちのリーダーなど。その他に人間との戦争に生き残った老兵たちがいた。
サイトウ家の食事というとコシヒカリのご飯に、新鮮な肉や魚、ドイツ製のデリカテッセン、ノルウェーのサーディン、ボルドーのワインなど豪華版。ここに棲むゴキブリたちにとって食を求めてさ迷う時代は終わり、生活の質の向上を求める時代に入っていた。ナオミとイチローが結婚を間近に控え、アパートの国（モモコ家）からハンスというゴキブリ青年が逃亡してきた。
ナオミは一目でハンスに魅せられてしまう。ハンスはさまざまなトラブルを残して帰国したが、ナオミもその後を追った。ところが、ハンスの国はゴキブリにとって地獄だった。ゴキブリ嫌いのモモコのために罪もない者たちが、“ゴキブリホイホイ”の中で家族の名を叫びながら死んでいく。
そんな危機の中でゴキブリの指導者ナイロスは“人間が絶滅した後、ゴキブリの「千年王国」が実現するのでそれまで頑張ろう”と説く、人間による殺戮と飢えの中でナオミとハンスは愛し合った。
一方、サイトウ家ではイチローが必死になってナオミの行方を捜しており、決して結婚式を取り止めようとはしなかった。ところが、式の前夜、ひょんなことからモモコとサイトウさんが出逢い、恋仲になった。偶然モモコと共にサイトウ家へ帰国したナオミはイチローと再会し、ショックで一時的に記憶を失った。翌日、イチローとナオミの結婚式は“死の饗宴”となった。
ゴキブリ嫌いのモモコがサイトウさんとディナーを終えた後、イチローたちの姿を見つけ、“死のスプレー”を吹きつけたのである。ナオミとイチローは命からがら逃げたが一瞬何が起こったのかわからなかった。「サイトウさんに会ってみよう」と言った教授は翌朝、ダーツに貫かれた死体となって発見された。
モモコはサイトウさんにとって何年ぶりかの女で、「愛しているならゴキブリをなんとかして」と言われて何もしないわけにはいかない。サイトウさんがゴキブリたちに寛容だったのは、かつて妻子に去られた寂しさを埋め合わせるために過ぎなかったのだ。そしてゴキブリのホロコースト（皆殺し）が始まった。モモコのアパートからハンスたちが加勢に来たが、彼らもまた燻煙剤で殲滅されてしまう。次々に殺されていくゴキブリたちの運命のカギは、「謎のゴキブリ神話」の中に隠されていた。イチローとナオミはついに屋外への逃亡を決意するが、その途上で、イチローがエアソフトガンで撃ち殺されてしまう。
そして「神話」の通り生き延びたナオミは多くの子供を産み、子孫を残すのだった。その子供たちはイチローとハンスの面影を残していた。

## キャスト
- サイトウ：小林薫
- ホソノ夫人：渡辺えり子
- モモコ：烏丸せつこ
- 娘：藤原加奈江

### 声の出演
- ナオミ：浅野温子
- イチロー：宮川一朗太
- ヤスオ：平田満
- タカシ：塩屋浩三
- パセリ：喜倉良子(貴倉良子)
- 教授：柳生博
- トーラ：北林谷榮
- アロイズ：日下武史
- 神官：伊武雅刀
- コスケ：鳳啓助
- カンタロウ：辻村真人
- ウンチ：佐々木つとむ
- イチローの父：ハナ肇
- フリッツ：古川登志夫
- コーヘン：塩屋翼
- 司令官：屋良有作
- レストランマスター：森功至
- イチローの母：中西妙子
- TV局の司会者：桑原たけし
- TV局のアシスタント：福島まりこ
- 文句を云う愚民：石上三登志
- 田中亮一
- 坪井章子
- 小林通孝
- 鈴木れい子
- 平野正人
- 中野聖子
- ハンス：古尾谷雅人
- ナオミの祖父：丹波哲郎

## スタッフ
- 製作：吉田博昭、多賀英典
- プロデューサー：渡辺辰己、泉眞躬
- 撮影：三隅研二
- 照明：内田正明
- 美術：市田喜一
- 音響：明田川進
- 録音：辻井一郎
- 効果：佐々木英世（東洋音響）
- 効果助手：柴崎憲治、小池秀晴
- 編集：遠藤誠司
- 制作担当：植木英則
- アニメーションスーパーバイザー：八巻磐
- アニメーションディレクター：平田敏夫
- オリジナル音楽：モーガン・フィッシャー
- キャラクターデザイン：黒鉄ヒロシ
- 脚本・監督：吉田博昭